# Apopetelia brunneonotata
Apopetelia brunneonotata là một loài bướm đêm trong họ Geometridae.